# ムキムキ!!ノーサイド劇場
ムキムキ!ノーサイド劇場（―げきじょう）は、大阪の朝日放送ラジオ（ABCラジオ）が2002年度から2020年度まで下半期の金曜日夜間に放送していたラグビー情報コーナー。ラグビーシーズン（年度下半期）がプロ野球（NPB）のオフシーズンと重なることから、編成上は年度下半期限定で編成される生ワイド番組に内包されている。また、2019年度までは、関西ラグビーフットボール協会（日本ラグビーフットボール協会の支部協会の1つ）が単独で提供していた。

## 概要
2002年に『ABCフレッシュアップスタジアム』内のコーナーとして放送を開始した後に、2009年度まで『元気イチバン!!ぶっちぎりプレイボール』の中で放送。2010年度以降は、同年度の『赤星と次郎のオーライオーライ』を皮切りに、『スポーツにぴたっと。』内（2011・2012年度）、『武田和歌子のぴたっと。』後半戦内（2013 - 2015年度）、『堀江政生のほり×ナビ』第1部内（2016年度）、『伊藤史隆のラジオノオト』内（2017 - 2020年度）内のコーナーとして放送されていた。
オープニングのタイトルコールでは、進行役（朝日放送→朝日放送テレビのスポーツアナウンサー）が「ムキムキ」の部分をパーソナリティだけが言った後で、ワイド番組のレギュラー出演者が「ノーサイド劇場」の部分で声を揃えた。その後で、『スクール☆ウォーズ』（京都市立伏見工業高等学校ラグビー部がモデルの連続ドラマシリーズ）のオープニングナレーションを模したフレーズを進行役が読み上げていた。ちなみに、フレーズを読み上げる間には、同作品の主題歌であった「ヒーロー HOLDING OUT FOR A HERO」（麻倉未稀）をBGMとして流している。
コーナーの本編では、現役のラグビー選手やラグビー関係者を毎週ゲストに招いたうえで、ラグビーにまつわるトークを展開していた。また、ジャパンラグビートップリーグや、毎日放送が特別協賛や試合のテレビ中継を担う全国高等学校ラグビーフットボール大会についても紹介。トップリーグに参加する神戸製鋼コベルコスティーラーズのOB（大畑大介や大八木淳史など）が現役時代から定期的に出演しているほか、高校・大学ラグビーの監督や選手をゲストに迎えることもあった。
編成上は、内包先の番組での日替わり企画の金曜分に相当。2017年度までは18時台に放送されていた。2018年度には、ABCラジオの放送対象地域内（東大阪市花園ラグビー場や御崎公園球技場）での開催を控えたラグビーワールドカップ2019に向けて、放送枠を19時台の前半に移動。同大会に関する情報や話題を随時取り上げていた。
ラグビーワールドカップ2019の開催期間中に開始された2019年度も、前年度に続いて19時台前半で放送。『伊藤史隆のラジオノオト』金曜日パートナーの谷口真由美が同大会の直前（2019年6月）から日本ラグビーフットボール協会の理事に就任したことを背景に、協会やトップリーグの運営について、他のラグビー関係者（主に大畑）が現役理事の谷口へ意見を具申する場にもなっていた。谷口は2020年1月から同協会の新リーグ法人準備室長を兼務している関係で、同年3月末をもってメディアでの活動を一斉に休止する意向を示したため、当コーナーおよび『ラジオノオト』を2019年度限りで降板した。
関西ラグビーフットボール協会が単独で提供していた2019年度までは、協会公式サイトの「メディア情報&スケジュール」ページ（後掲）に当コーナーの放送概要・予定を掲載。協会主催の大会が関西地方で予定されている場合には、対戦カードと会場に関するインフォマーシャルを、本編とエンドクレジットの合間に流していた。しかし、同年度の後半（2020年初頭）から日本国内で新型コロナウイルスへの感染が拡大している影響で主催大会の中止・延期・（当日券の発売自粛などによる）観客の入場制限が相次いでいることなどを背景に、2020年度には提供を見合わせていた。
2020年度には、谷口から『ラジオノオト』金曜日パートナーの座を引き継いだなにわスワンキーズ（高校・大学・社会人チームでラグビーを経験していたこじまラテ率いる漫才トリオ）が、当コーナーにも出演していた。朝日放送ラジオでは新型コロナウイルスへの感染拡大防止策の一環で2020年4月から全ての放送用スタジオ内のテーブルにアクリルボードを設置しているが、当コーナーで高校・大学ラグビーの監督や現役選手をスタジオに迎える場合には、伊藤もなにわスワンキーズのメンバーも念のためにマスクを着用。伊藤がその旨をリスナーに伝えてから、本編に入っていた。
谷口が日本ラグビーフットボール協会の理事時代に設立へ尽力した「新リーグ」は、ジャパンラグビートップリーグを発展的に解消したうえで、2022年1月からJAPAN RUGBY LEAGUE ONE（リーグワン）として公式戦をスタート。ABCラジオの放送対象地域である近畿広域圏からは、2020年度までの放送で頻繁に取り上げていた神戸製鋼コベルコスティーラーズとNTTドコモレッドハリケーンズ大阪が、谷口などによるチームの振り分けを経てトップカテゴリーの「DIVISION 1」に参加している。しかし、朝日放送ラジオでは2021年度（2021年12月）に『伊藤史隆のラジオノオト』のレギュラー放送を復活させる一方で、「ムキムキ!ノーサイド劇場」の編成を見送った。
『伊藤史隆のラジオノオト』では2022年度も「ムキムキ!ノーサイド劇場」を放送しないまま、伊藤が朝日放送テレビ正社員としての定年（2023年3月）を迎えたことに合わせて、番組自体を同月で終了。その一方で、毎日放送では2022年度のみ、全国高等学校ラグビーフットボール大会のダイジェスト番組を『ノーサイド劇場～高校ラグビー青春ノンフィクション～』というタイトルで放送していた。

## 進行担当アナウンサー
いずれも、担当の時点では朝日放送（ラジオ・テレビ兼営体制で運営されていた2017年度までの旧法人）→朝日放送テレビ（旧法人からテレビ放送事業やアナウンサーの管理部署などを2018年度に承継した法人）のスポーツアナウンサー。
- 清水次郎（2010 - 2015年度）※スポーツアナウンサーとしてラグビー中継で実況を担当していたことや、『スクール☆ウォーズ』の大ファンであることから出演。『赤星と次郎のオーライオーライ』に内包された2010年度には、赤星憲広（ABCラジオなどの野球解説者）と共に、同番組の全編でパーソナリティを務めた。2016年6月に朝日放送（当時）を退社した後に、翌2017年度より兵庫県内の高校の社会科教師に転身。
- 高野純一（2014 - 2017年度）※『伊藤史隆のラジオノオト』では、「スポーツヘッドライン」（2017年度まで当コーナーの直前に放送）を担当した場合に、伊藤のサポート役として当コーナーにも出演することがあった。伊藤と共に、ラグビー中継の実況も担当。
- 平岩康佑（2014・2015年度）※2016年度以降も引き続きスポーツアナウンサーとして活動したが、当コーナーの担当からは外れた。2018年6月の退社・フリーアナウンサーへの転身を機に、eスポーツキャスターとしての活動に専念。
- 伊藤史隆（2015 - 2020年度）※ラグビー中継の実況を断続的に担当する関係で、『伊藤史隆のラジオノオト』以前の生ワイド番組[1] にも、当コーナーの進行役として随時出演。
- 北條瑛祐（2017年度）※『伊藤史隆のラジオノオト』では、2017年度まで「スポーツヘッドライン」の金曜分を高野と隔週交代で担当する関係で、当コーナーにも出演することがあった。

## ラグビーゆかりの歴代レギュラー出演者
- 小川恵理子（『元気イチバン!!ぶっちぎりプレイボール』）※夫が社会人ラグビーの元・選手で、花園ラグビー場が所在する大阪府東大阪市に在住。
- 有田修三（ - 2009年度・2011年10 - 12月・2015 - 2017年度）※近鉄バファローズOBであることから、谷口真由美と同じく近鉄ラグビー部（近鉄ライナーズ）を応援。近鉄への入団前に在籍していた新日鉄八幡でも、ライナーズと並ぶ古豪のラグビー部と交流があった。2018・2019年度も『伊藤史隆のラジオノオト』金曜日へのレギュラー出演を続けていたが、当コーナーの放送時間が自身の出演パート（18時台）より後に繰り下がったため、当コーナーでは谷口が単独でパートナーを務めていた。
- 谷口真由美（『伊藤史隆のラジオノオト』2017 - 2019年度）※実父が近鉄ラグビー部の元・選手で、実父のコーチ就任を機に、実母が花園ラグビー場内にあった合宿所で寮母を務めていた。自身も実父のコーチ・実母の寮母時代に合宿所で生活していたため、ラグビーに造詣が深い。2019年6月より日本ラグビーフットボール協会の理事へ就任したことを機に、協会関連の職務で多忙を極めていたため、メディア活動休止の一環として2020年3月20日放送分で降板。もっとも、2020年度の第1回（2020年11月6日放送分）では、会合に同席中の村上晃一（ラグビージャーナリスト）が当コーナーに電話で出演したため、村上の電話を通じて谷口の声が放送で流れた。さらに、2020年の最終回（12月25日放送分）には、「ゲスト」としてスタジオに再び出演。同年6月で理事の任期を満了してからも『ラジオノオト』のパートナーに復帰しなかったが、2022年2月1日（火曜日）放送分に「ゲスト」として登場した。
- なにわスワンキーズ（『伊藤史隆のラジオノオト』2020年度） ※リーダーのこじまラテ（本名：小島潤一）は元ラグビー選手（ポジションはHO）で、大阪桐蔭高等学校と流通経済大学のラグビー部を経て、清水建設ブルーシャークスに3年間所属していた[2]。『ラジオノオト』では「ムキムキ!ノーサイド劇場」を編成していない2021・2022年度の放送でも金曜日に「パートナー」として全編へ出演していたが、番組終了後の2023年5月で解散。こじまラテは解散を機に、ピン芸人へ転身している。